# Nils Pedersen
Pour les articles homonymes, voir Pedersen.
 (mai 2025).
La mise en forme du texte ne suit pas les recommandations de Wikipédia : il faut le « wikifier ».
Les points d'amélioration suivants sont les cas les plus fréquents :
- Les titres sont pré-formatés par le logiciel. Ils ne sont ni en capitales, ni en gras.
- Le texte ne doit pas être écrit en capitales (les noms de famille non plus), ni en gras, ni en italique, ni en « petit »…
- Le gras n'est utilisé que pour surligner le titre de l'article dans l'introduction, une seule fois.
- L'italique est rarement utilisé : mots en langue étrangère, titres d'œuvres, noms de bateaux, etc.
- Les citations ne sont pas en italique mais en corps de texte normal. Elles sont entourées par des guillemets français : « et ».
- Les listes à puces sont à éviter, des paragraphes rédigés étant largement préférés. Les tableaux sont à réserver à la présentation de données structurées (résultats, etc.).
- Les appels de note de bas de page (petits chiffres en exposant, introduits par l'outil «  Source ») sont à placer entre la fin de phrase et le point final[comme ça].
- Les liens internes (vers d'autres articles de Wikipédia) sont à choisir avec parcimonie. Créez des liens vers des articles approfondissant le sujet. Les termes génériques sans rapport avec le sujet sont à éviter, ainsi que les répétitions de liens vers un même terme.
- Les liens externes sont à placer uniquement dans une section « Liens externes », à la fin de l'article. Ces liens sont à choisir avec parcimonie suivant les règles définies. Si un lien sert de source à l'article, son insertion dans le texte est à faire par les notes de bas de page.
- La présentation des références doit suivre les conventions bibliographiques. Il est recommandé d'utiliser les modèles {{Ouvrage}}, {{Chapitre}}, {{Article}}, {{Lien web}} et/ou {{Bibliographie}}. Le mode d'édition visuel peut mettre en forme automatiquement les références.
- Insérer une infobox (cadre d'informations à droite) n'est pas obligatoire pour parachever la mise en page.

Pour une aide détaillée, merci de consulter Aide:Wikification.
Si vous pensez que ces points ont été résolus, vous pouvez retirer ce bandeau et améliorer la mise en forme d'un autre article.
Nils Pedersen est une personnalité de la société civile française et expert de l'innovation sociale et du développement durable. Il est Délégué général du Pacte mondial de l’ONU - Réseau France, Bureau français du Pacte mondial de l'ONU depuis avril 2021, premier réseau d'entreprises dédié au Développement durable et à la RSE dans le monde.

## Biographie
Nils Pedersen est titulaire d'une maîtrise d'histoire et d'un master en gestion du patrimoine culturel de l'Université Paris 1 Panthéon-Sorbonne et s'est formé à l'ESSEC sur les questions de management. Il est également Auditeur du Cycle des hautes études pour le développement économique (CHEDE - Promotion 2023). 
Il a travaillé comme consultant dans le domaine du développement culturel et touristique sur les questions d'impact socio-culturel avant de rejoindre comme Conseiller technique l'Adjoint au Maire de Paris chargé de la culture, Christophe Girard (2008-2011). Il a ensuite travaillé au sein du groupe EDF où il a occupé plusieurs postes sur des enjeux de mécénat en France et en Europe. Il rejoint ensuite la Fondation la France s'engage comme Directeur de la philanthropie et des relations institutionnelles (2017-2021) et accompagne le changement d'échelle des projets et d'entrepreneurs d'innovations sociale partout en France.
En avril 2021, il est nommé par André Renaudin comme Délégué général du Pacte mondial de l’ONU - Réseau France (ou UN Global Compact France en Anglais), initiative des Nations unies qui propose un cadre international d’engagement volontaire en faveur du développement durable, incitant les acteurs du monde économique à adopter une démarche socialement responsable (RSE) et à intégrer et promouvoir dix principes relatifs aux droits humains, aux normes internationales du travail, à l’environnement et à la lutte contre la corruption. 

## Engagements associatifs
Dès ses 18 ans, il s'engage au sein de l'éducation populaire. Il a également déployé l'opération "Les Portes du temps" dans les Cévennes organisé par le Ministère de la culture afin de proposer aux enfants et adolescents habitant dans des zones sensibles, urbaines et rurales, une découverte artistique et ludique du patrimoine local. Il quitte l'association après avoir porté plusieurs études sur le développement culturel et patrimonial du site  alors que les Cévennes viennent d'être inscrites au patrimoine mondial de l’UNESCO.
Il rejoint par la suite La Fonda, le think-tank du monde associatif, dont il exerce le mandat de président de 2018 à 2024. À ce titre, il promeut l'engagement bénévole des Français. Il milite pour une pleine prise en compte de la société civile dans le cadre de la transition écologique et sociale. Il porte également l’idée d’une véritable expertise associative dans le cadre des objectifs de développement durable ou encore prône la transformation numérique au service du « pacte social et écologique ». Au cours de son mandat, il porte les dynamiques de structuration de coopérations avec la publication du « Guide méthodologique du Faire ensemble » qui prend appui sur le modèle de la stratégie d'impact collectif en vue de favoriser la structuration de communautés d'action au service de l'atteinte des ODD et d'illustrer concrètement la mise en œuvre de l'ODD 17. En mai 2022, l'Assemblée générale adopte le nouveau projet stratégique : un nouvel exercice de prospective participatif intitulé « Vers la société de l’engagement ? » est organisé sur la période 2022-2024. Il a également été directeur de la publication de La Tribune Fonda, revue trimestrielle de débats d'idées consacrée au monde associatif.

## Mécénat
Il est reconnu parmi le « Top 100 des influenceurs mécénat & investissements citoyens Twitter » par Mécénova en 2018, 2019 et 2021.

## Développement durable et RSE
Au travers du Pacte mondial de l’ONU - Réseau France, Nils Pedersen pousse les entreprises à montrer leur impact envers les Objectifs de développement durable (ODD) et à un dialogue entre le secteur public et privé. Il estime que le cadre des ODD s’applique autant aux entreprises qu’aux États ou aux ONG et qu'il permet de construire une vision globale en matière de RSE : il pousse la logique des enjeux économique multi-acteurs au travers des ODD. Il affirme que le social et l’écologie vont de pair au travers de rencontres sur les territoires et que les ODD permettent de montrer la valeur ajoutée des entreprises. Sous son impulsion, le Pacte mondial ouvre à Paris la  « Maison du développement durable » pour accompagner les entreprises à structurer leur démarche RSE.
Au sein de la Plateforme RSE, il est co-rapporteur de deux avis :
- Impact(s), responsabilité et performance globale (publié en février 2023)[22]. L’objet du rapport est de rappeler que mesurer les impacts d’une entreprise participe à identifier et à développer la contribution de l’entreprise à la société. L’impact permet de penser la performance globale de l’entreprise afin de développer un modèle d’affaires plus durable y déclare-t-il[23].
- RSE et ODD -  Responsabilité sociétale des entreprises (RSE) et atteinte des Objectifs de développement durable (ODD) à l’horizon 2030 (publié en juin 2024)[22]. Les ODD sont une indispensable boussole commune sur lesquelles les entreprises doivent s'appuyer pour structurer leur démarche RSE y souligne Nils.

Il participe, au sein de la Délégation française, au Forum politique de haut niveau, forum intergouvernemental annuel organisé par l'ECOSOC au cours duquel les pays examinent et rendent compte des progrès accomplis vers la réalisation des objectifs de développement durable auprès des Nations unies,.

## Prises de positions

### Associations
Lors du Forum national des associations, en 2019, il défend le « pouvoir d'agir » face aux urgences écologiques et sociales. Il s'alarme de l'affaissement démocratique et appel à « l'urgence de l'engagement ».
Il défend également une vision qui s'oppose aux associations comme simples corps intermédiaires, mais bien comme des acteurs « au cœur du pacte républicain ». Il affirme ainsi que « c’est l’association qui fonde la démocratie et non l'inverse ».
Il porte une vision de société qui s'appuie sur la société civile comme première contributrice à l'Agenda 2030 : les Objectifs de développement durable doivent devenir « une grammaire commun » souhaite-t-il, dans le cadre « d'une stratégie d'impact collectif ». A cette occasion, il pousse à des modes de « gouvernances plus horizontaux ».
Il souhaite également réinterroger la question de la chaîne de valeur et sortir les associations d’une logique purement financière et réinterroger leur apport dans le cadre du PIB. Il milite ainsi pour un « nouvel imaginaire collectif » pour se projeter dans le « monde d'après".

## Instances
- Il est membre du Conseil national du développement et de la solidarité internationale (CNDSI), collège des acteurs économiques par arrêté de Jean-Noël Barrot, Ministre de l'Europe et des affaires étrangères[30]
- Il est membre de la plateforme RSE au titre du Pacte mondial de l’ONU - Réseau France[31]
- Il est membre du Haut Conseil à la vie associative, collège des experts associatifs, par arrêté de Jean Castex, Premier ministre en date du 01/10/2021[32]

## Distinctions
- Médaille de la jeunesse, des sports et de l'engagement associatif, bronze[33] (2012)
- Médaille de la jeunesse, des sports et de l'engagement associatif, argent (2022)
- Médaille d’honneur de bronze du Département du Gard[33] (2012)
- Chevalier de l'ordre national du Mérite Il est fait chevalier le 24 novembre 2021[34].

## Articles
- « Mécénat en France, professionnalisation au service de l'entreprise et de la société » in La société Généreuse, Revue Juridique Université de Caen, mai 2012
- Le mécénat culturel de la Fondation EDF in L’atelier d’écriture et de jeu du théâtre national de la Colline - Le lien social à travers l’art théâtral, Editions l'Harmattan, 2013,  (ISBN 978-2-343-01897-3)
- « Les GrantsMakers : au service du bien commun » in Le fait associatif au cœur des nouveaux métiers, Nils Pedersen, Marie Vernier et Cédric Laroyenne, La Tribune Fonda no 236, février 2018  (ISSN 1155-3626)
- « Conjuguer l'innovation sociale au futur durable » in ODD : quelles alliances pour demain ?, Tribune Fonda no 238, juin 2018  (ISSN 1155-3626)
- « Contribuer au bien commun : une utopie réaliste » in Les dynamiques de l'engagement, Tribune Fonda no 239, septembre 2018  (ISSN 1155-3626)
- « Urgences écologiques et sociales : la société civile est prête à passer à l'action, Nils Pedersen, Jean-Paul Moatti, Bettina Laville et Philippe Jahshan, La Tribune (25/09/2017)
- « De la valeur des associations » in Mesure d'impact social et création de valeur, Tribune Fonda no 240, décembre 2018  (ISSN 1155-3626)
- « Pour une Europe citoyenne, solidaire et associative » in Une Europe inclusive, avec et pour les citoyens, Tribune Fonda no 241, mars 2019  (ISSN 1155-3626)
- « Les associations, le cœur du renouveau démocratique » in De battre le cœur ne s’arrête pas, Juris Associations no 596, avril 2019  (ISSN 0755-0006)
- « Hybrider pour résister : des valeurs à la création de valeur » in La garde-robe associative, Juris Associations no 600, juin 2019  (ISSN 0755-0006)
- « L'homme a mangé la terre » in Vers une transition énergétique citoyenne, Tribune Fonda no 243, septembre 2019  (ISSN 1155-3626)
- « Ne pas faire le deuil de l'avenir » in Pour une société du faire ensemble, Tribune Fonda no 246, juin 2020  (ISSN 1155-3626)
- « La résilience démocratique s’appuiera sur les associations », Nils Pedersen et Yannick Blanc in Juris Associations no 656
- « Impact(s), responsabilité et performance globale », Pierre Victoria, François Moreux et Nils Pedersen, Plateforme RSE, février 2023 [lire en ligne]
- « RSE et ODD », François Moreux, Bettina Laville, Ghilaine Hierso et Nils Pedersen, Plateforme RSE, mai 2024 [lire en ligne]